# UTC+10:00

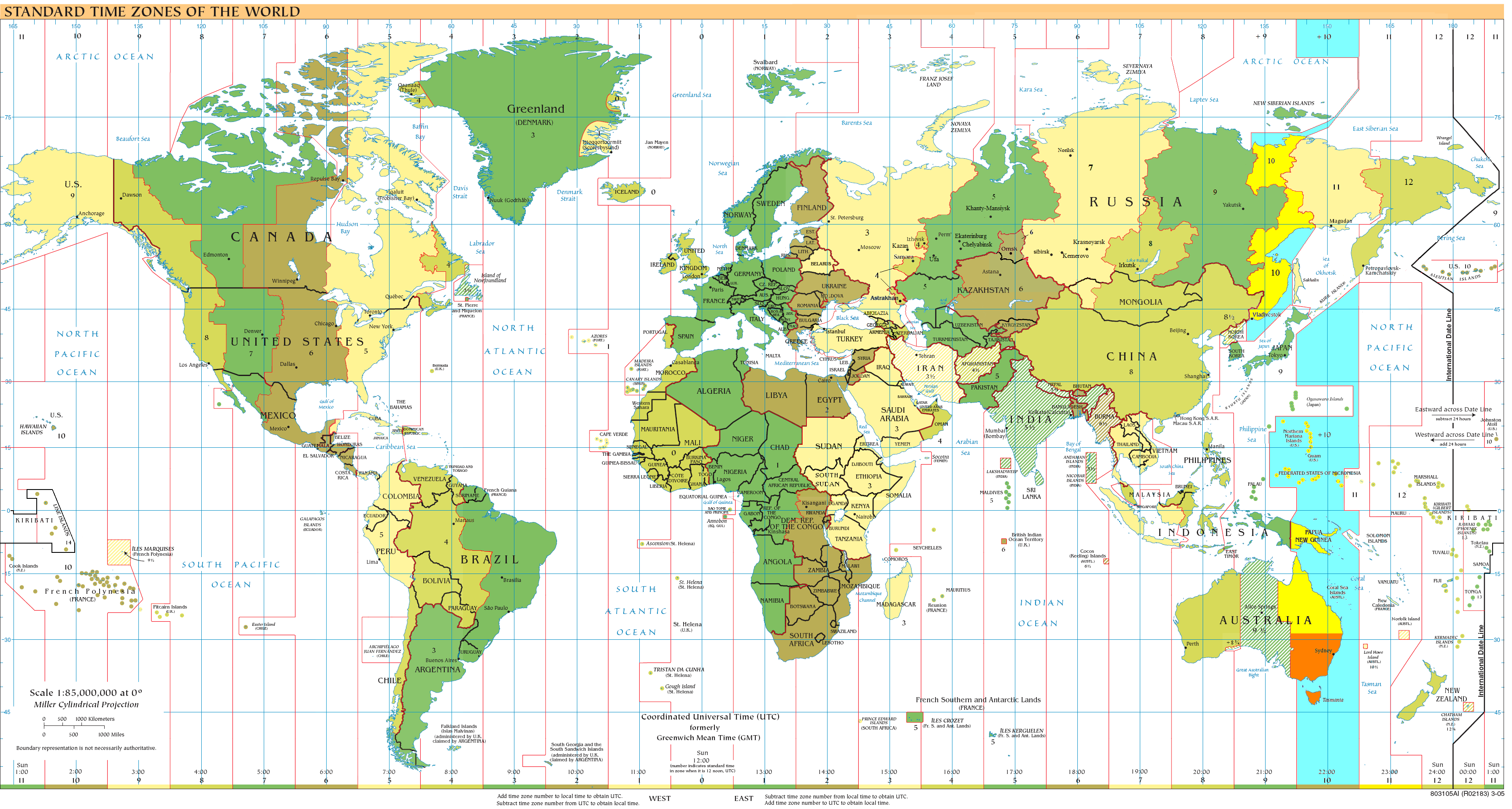
UTC+10 на карте часовых поясов мира:
ярко жёлтым — зона UTC+10 круглогодично, включая владивостокское время;
голубым — зона UTC+10 в океанах;
оранжевым — Восточно-австралийское время зимой (апрель-октябрь) в южном полушарии — UTC+10 (летом, в ноябре-марте — UTC+11);

UTC+10 — часовой пояс для:

## Круглый год
- Россия (часть)[1]:
  - Владивостокское время
    -  Якутия (средняя часть):
      - Верхоянский улус
      - Оймяконский улус
      - Усть-Янский улус

    -  Хабаровский край
    -  Приморский край
    -  Еврейская автономная область
- Австралия (часть):
  - Квинсленд
- Гуам (США)
- Федеративные Штаты Микронезии (часть):
  - Чуук
  - Яп
- Папуа — Новая Гвинея
- Северные Марианские Острова (США)

## Зимой в Южном полушарии (апрель—октябрь)
- Австралия (часть: AEST — Австралийское восточное стандартное время)
  - Австралийская столичная территория**,
  - Новый Южный Уэльс** (за исключением Брокен-Хилл и Лорд-Хау, в которых используется Центральное стандартное время),
  - Тасмания** (переход на летнее время в первый выходной октября вместо последнего),
  - Виктория**